# Severn Bridge

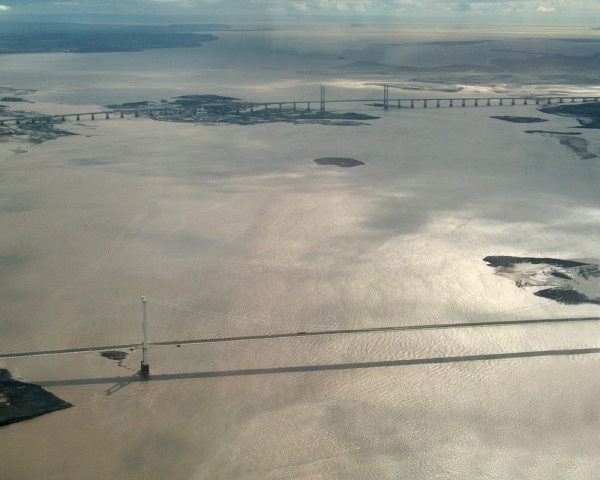
Mosty Severn Bridge i Second Severn Crossing

Severn Bridge (wal. Pont hafren) – most wiszący na rzece Severn łączący hrabstwo Gloucestershire z południową Walią. Przez most przebiega autostrada M48. Do 17 grudnia 2018 roku korzystanie z mostu wymagało opłaty, aczkolwiek jedynie od kierowców jadących w kierunku Walii. Od początku istnienia przez most przejechało ponad 300 mln samochodów.

## Historia
Przed wybudowaniem mostu między oboma brzegami kursował prom Aust Ferry. Koszt mostu wynosił 8 mln funtów. Most został uroczyście otwarty w r. 1966 przez królową Elżbietę II. Z powodu wzrastającego natężenia ruchu postanowiono zbudować nową przeprawę, równolegle do już istniejącej. W 1996 roku zakończono budowę mostu Second Severn Crossing oraz przeniesiono na niego przebieg autostrady M4. Dwa lata później stary obiekt wpisano na listę zabytków I klasy.